# 简变科
简变科（学名：Vahlkampfiidae）为裂芡目（Schizopyrenida）的一个科。

## 下级分类
本科包括以下属：
- 内格里虫属 Naegleria Alexeieff, 1912
- 简变虫属 Vahlkampfia